# نعومي مياكي
نعومي مياكي (بالإنجليزية: Naomi Miyake)‏ كانت عالمة نفس معرفية يابانية. وكانت أستاذة في جامعة تشوكيو وجامعة طوكيو. اشتهرت بأبحاثها حول التعلم والتعاون في مجال العلوم الاستعرافية. ولدت في 8 يونيو 1949 - وتوفيت في 29 مايو 2015.

## نُبذة
ولدت مياكي وترعرعت في اليابان. أكملت درجة الماجستير في جامعة طوكيو عام 1974. حصلت على دكتوراه في علم النفس من جامعة كاليفورنيا في سان دييجو عام 1982، تحت إشراف دونالد نورمان.